# Stoby distrikt
Stoby distrikt är ett distrikt i Hässleholms kommun och Skåne län. 
Distriktet ligger nordost om Hässleholm. 

## Tidigare administrativ tillhörighet
Distriktet inrättades 2016 och utgörs av socknen Stoby i Hässleholms kommun.
Området motsvarar den omfattning Stoby församling hade vid årsskiftet 1999/2000.